# Giải của Hiệp hội phê bình phim Los Angeles cho nữ diễn viên chính xuất sắc nhất
Giải của Hiệp hội phê bình phim Los Angeles cho nữ diễn viên chính xuất sắc nhất là một giải của Hiệp hội phê bình phim Los Angeles dành cho nữ diễn viên đóng vai chính trong một phim, được bầu chọn là xuất sắc nhất.

## Các người đoạt giải

### Thập niên 1970
| Năm  | Diễn viên       | Phim                               | Vai diễn           |
| ---- | --------------- | ---------------------------------- | ------------------ |
| 1975 | Florinda Bolkan | A Brief Vacation                   | Clara Mataro       |
| 1976 | Liv Ullmann     | Face to Face (Ansikte mot ansikte) | Jenny Isaksson     |
| 1977 | Shelley Duvall  | 3 Women                            | Mildred Lammoreaux |
| 1978 | Jane Fonda      | California Suite                   | Hannah Warren      |
| 1978 | Jane Fonda      | Comes a Horseman                   | Ella Connors       |
| 1978 | Jane Fonda      | Coming Home                        | Sally Hyde         |
| 1979 | Sally Field     | Norma Rae                          | Norma Rae          |

### Thập niên 1980
| Năm  | Diễn viên         | Phim                          | Vai diễn                    |
| ---- | ----------------- | ----------------------------- | --------------------------- |
| 1980 | Sissy Spacek      | Coal Miner's Daughter         | Loretta Webb/Lynn           |
| 1981 | Meryl Streep      | The French Lieutenant's Woman | Sarah/Anna                  |
| 1982 | Meryl Streep      | Sophie's Choice               | Sophie Zawistowski          |
| 1983 | Shirley MacLaine  | Terms of Endearment           | Aurora Greenway             |
| 1984 | Kathleen Turner   | Crimes of Passion             | Joanna Crane/China Blue     |
| 1984 | Kathleen Turner   | Romancing the Stone           | Joan Wilder                 |
| 1985 | Meryl Streep      | Out of Africa                 | Karen Blixen                |
| 1986 | Sandrine Bonnaire | Vagabond (Sans toit ni loi)   | Mona Bergeron               |
| 1987 | Holly Hunter      | Broadcast News                | Jane Craig                  |
| 1987 | Sally Kirkland    | Anna                          | Anna                        |
| 1988 | Christine Lahti   | Running on Empty              | Annie Pope/Cynthia Manfield |
| 1989 | Andie MacDowell   | sex, lies, and videotape      | Ann Bishop Mullany          |
| 1989 | Michelle Pfeiffer | The Fabulous Baker Boys       | Susie Diamond               |

### Thập niên 1990
| Năm  | Diễn viên            | Phim                                | Vai diễn                        |
| ---- | -------------------- | ----------------------------------- | ------------------------------- |
| 1990 | Anjelica Huston      | The Grifters                        | Lilly Dillon                    |
| 1990 | Anjelica Huston      | The Witches                         | Miss Eva Ernst/Grand High Witch |
| 1991 | Mercedes Ruehl       | The Fisher King                     | Anne Napolitano                 |
| 1992 | Emma Thompson        | Howards End                         | Margaret Schlegel               |
| 1993 | Holly Hunter         | The Piano                           | Ada McGrath                     |
| 1994 | Jessica Lange        | Blue Sky                            | Carly Marshall                  |
| 1995 | Elisabeth Shue       | Leaving Las Vegas                   | Sera                            |
| 1996 | Brenda Blethyn       | Secrets & Lies                      | Cynthia Rose Purley             |
| 1997 | Helena Bonham Carter | The Wings of the Dove               | Kate Croy                       |
| 1998 | Fernanda Montenegro  | Central Station (Central do Brasil) | Dora                            |
| 1998 | Ally Sheedy          | High Art                            | Lucy Berliner                   |
| 1999 | Hilary Swank         | Boys Don't Cry                      | Brandon Teena                   |

### Thập niên 2000
| Năm  | Diễn viên        | Phim                     | Vai diễn              |
| ---- | ---------------- | ------------------------ | --------------------- |
| 2000 | Julia Roberts    | Erin Brockovich          | Erin Brockovich       |
| 2001 | Sissy Spacek     | In the Bedroom           | Ruth Fowler           |
| 2002 | Julianne Moore   | Far from Heaven          | Cathy Whitaker        |
| 2002 | Julianne Moore   | The Hours                | Laura Brown           |
| 2003 | Naomi Watts      | 21 Grams                 | Cristina Peck         |
| 2004 | Imelda Staunton  | Vera Drake               | Vera Drake            |
| 2005 | Vera Farmiga     | Down to the Bone         | Irene                 |
| 2006 | Helen Mirren     | The Queen                | Queen Elizabeth II    |
| 2007 | Marion Cotillard | La Vie en Rose (La môme) | Édith Piaf            |
| 2008 | Sally Hawkins    | Happy-Go-Lucky           | Pauline "Poppy" Cross |